# Nuoto ai campionati europei di nuoto 2024 - Staffetta 4x100 metri stile libero femminile
La gara della staffetta 4x100 metri stile libero femminile dei campionati europei di nuoto 2024 si è svolta il 19 giugno 2024 presso il Centro Sportivo Milan Gale Muškatirović di Belgrado.

## Podio
| Pos.    | Nazione   | Atleta |
| ------- | --------- | --- |
| Oro     | Ungheria  | Petra Senánszky Minna Ábrahám Panna Ugrai Nikolett Pádár Zsuzsanna Jakabos Dóra Molnár                               |
| Argento | Danimarca | Elisabeth Sabroe Ebbesen Signe Bro Julie Kepp Jensen Schastine Tabor Karoline Sørensen                               |
| Bronzo  | Polonia   | Kornelia Fiedkiewicz Zuzanna Famulok Wiktoria Guść Aleksandra Polańska Lena Kreundl Iris Julia Berger Marijana Jelic |

## Record
Prima della manifestazione il record del mondo (RM) e il record dei campionati (RC) erano i seguenti.
|  | 3'27"96 | Australia   | 23 luglio 2023 Fukuoka  |
|  | 3'31"72 | Paesi Bassi | 26 luglio 2009 Roma     |
|  | 3'33"62 | Paesi Bassi | 18 marzo 2008 Eindhoven |

Durante la competizione non sono stati migliorati record.

## Programma
| Data           | Ora   | Turno    |
| -------------- | ----- | -------- |
| 19 giugno 2024 | 10:36 | Batterie |
| 19 giugno 2024 | 20:20 | Finale   |

## Risultati

### Batterie
| Pos. | Batteria | Corsia | Nazione    | Atleta | Tempo   | Note |
| ---- | -------- | ------ | ---------- | --- | ------- | ---- |
| 1    | 1        | 6      | Ungheria   | Panna Ugrai (54"94) Zsuzsanna Jakabos (57"53) Petra Senánszky (54"48) Dóra Molnár (55"09)                    | 3'42"04 | Q    |
| 2    | 1        | 2      | Danimarca  | Elisabeth Sabroe Ebbesen (55"15) Schastine Tabor (56"09) Karoline Sørensen (57"03) Julie Kepp Jensen (54"81) | 3'43"08 | Q    |
| 3    | 1        | 3      | Austria    | Lena Kreundl (55"36) Iris Julia Berger (55"28) Marijana Jelic (56"29) Cornelia Pammer (56"40)                | 3'43"33 | Q    |
| 4    | 1        | 5      | Svezia     | Hanna Bergman (56"81) Sara Junevik (54"28) Elvira Mörtstrand (56"24) Klara Thormalm (56"34)                  | 3'43"67 | Q    |
| 5    | 2        | 2      | Israele    | Lea Polonsky (55"85) Ayla Riley Spitz (56"07) Daria Golovati (56"87) Andrea Murez (54"97)                    | 3'43"76 | Q    |
| 6    | 2        | 4      | Polonia    | Zuzanna Famulok (57"24) Julia Maik (56"18) Wiktoria Guść (55"68) Aleksandra Polańska (55"37)                 | 3'44"47 | Q    |
| 7    | 2        | 3      | Slovenia   | Janja Šegel (55"39) Katja Fain (56"07) Tjaša Pintar (56"50) Hana Sekuti (57"60)                              | 3'45"56 | Q    |
| 8    | 2        | 7      | Serbia     | Katarina Milutinović (55"66) Mina Kaljević (56"86) Jana Marković (56"92) Martina Bukvić (56"80)              | 3'46"24 | Q    |
| 9    | 2        | 5      | Slovacchia | Lillian Slušná (56"41) Teresa Ivan (56"30) Laura Benková (57"77) Zora Ripková (57"33)                        | 3'47"81 |      |
| 10   | 2        | 6      | Armenia    | Ani Poghosyan (58"25) Diana Musayelyan (1'00"81) Varsenik Manucharyan (59"18) Yeva Karapetyan (1'02"95)      | 4'01"19 |      |
| DNS  | 1        | 4      | Finlandia  | Non partite                                                                                                  |         |      |

### Finale
| Pos.    | Corsia | Nazione   | Atleta                                                                                                 | Tempo   | Note |
| ------- | ------ | --------- | --- | ------- | ---- |
| Oro     | 4      | Ungheria  | Petra Senánszky (54"79) Minna Ábrahám (54"43) Panna Ugrai (53"88) Nikolett Pádár (53"67)               | 3'36"77 |      |
| Argento | 5      | Danimarca | Elisabeth Sabroe Ebbesen (54"75) Signe Bro (54"72) Julie Kepp Jensen (54"12) Schastine Tabor (54"89)   | 3'38"48 |      |
| Bronzo  | 7      | Polonia   | Kornelia Fiedkiewicz (55"06) Zuzanna Famulok (55"70) Wiktoria Guść (55"31) Aleksandra Polańska (54"94) | 3'41"01 |      |
| 4       | 2      | Israele   | Lea Polonsky (56"40) Ayla Riley Spitz (55"89) Daria Golovati (54"71) Andrea Murez (54"13)              | 3'41"13 |      |
| 5       | 3      | Austria   | Iris Julia Berger (55"53) Cornelia Pammer (56"33) Marijana Jelic (55"66) Lena Kreundl (54"47)          | 3'41"99 |      |
| 6       | 6      | Svezia    | Klara Thormalm (57"03) Sara Junevik (54"45) Hanna Bergman (55"96) Elvira Mörtstrand (55"42)            | 3'42"86 |      |
| 7       | 1      | Slovenia  | Janja Šegel (55"08) Katja Fain (55"51) Hana Sekuti (57"50) Tjaša Pintar (56"21)                        | 3'44"30 |      |
| 8       | 8      | Serbia    | Katarina Milutinović (55"96) Mina Kaljević (56"21) Jana Marković (56"19) Martina Bukvić (57"28)        | 3'45"64 |      |